# MIROIR NOIR-NEON BIBLE ARCHIVES
『MIROIR NOIR-NEON BIBLE ARCHIVES』は、アーケイド・ファイア初のDVDである。

## 概要
監督はバンドの公式サイトも手がけるヴィンセント・モリセット。撮影はヴィンセント・ムーン。
迫力のあるライブ映像のほか、『ネオン・バイブル』のレコーディング風景などをとらえたリアルなドキュメンタリー映像が含まれている。